# 蒙特雷科技大学
蒙特雷科技大学（西班牙語：Instituto Tecnológico y de Estudios Superiores de Monterrey，或是，简称：ITESM或TEC）是拉丁美洲规模最大的私立大学之一，也是墨西哥最著名的私立大学，总共有超过90,000名在校高中生、本科生和研究生，学校总部设在新莱昂州蒙特雷，共有31个校区分布在墨西哥的25个城市。蒙特雷科技大学是拉丁美洲和西班牙语地区第一个连接互联网的大学，其本科阶段的商科和理工科在拉美地区名列前茅，在墨西哥的大学中拥有最多的专利。

## 历史
2013年是蒙特雷科技大学成立的第70个年头，该校与1943年9月6日建校，是由企业家Don Eugenio Garza Sada发起，集合企业家，银行家及蒙特雷商人创立的高等教育及研究（Enseñanza e investigación superior,AC）的非盈利机构。

## 校区分布
现在蒙特雷有31个校区，分布在墨西哥的25个城市:
| - 蒙特雷地区: - Campus Monterrey - Cumbres - Campus Eugenio Garza Lagüera - Campus Eugenio Garza Sada - Campus Santa Catarina - Campus Valle Alto - 北部地区: - Campus Aguascalientes - Campus Chihuahua - Campus Ciudad Juárez - Campus Laguna - Campus Saltillo - Campus San Luis Potosí - Campus Tampico - Campus Zacatecas | - 南部地区: - Campus Central de Veracruz - Campus Chiapas - Campus Cuernavaca - Campus Morelia - Campus Puebla - Campus Hidalgo - 墨西哥城地区: - Campus Ciudad de México - Campus Estado de México - Campus Santa Fe - Campus Toluca | - 西部地区: - Campus Ciudad Obregón - Campus Guadalajara - Campus Irapuato - Campus León - Campus Colima - Campus Sinaloa - Campus Sonora Norte - Campus Querétaro |

## 组成部分
可以说蒙特雷科技大学有五个组成部分，除了大学和附属高中以外，还有网络大学（Tec Virtual ），医学（Tec salud），Tec Milenio三个重要组成部分。
提供从高中，大学本科和硕士和博士的课程。
高中不分文科，理科。而是分成了三个主要的类型：双语班，国际班，多文化班。
大学本科提供60专业，主要有一下几类：农业及食品学，建筑学，人文及社会科学，传播与新闻学，法学，设计及艺术运用，工程及科学，工商管理，医学
电子信息技术
硕士：41个专业及项目
博士：12个专业及项目
蒙特雷科技大学另一大特色，就在于它的网络大学（Universidad virtual），远程教学始于1989年。

## 蒙特雷科技大学驻上海设办公室
地址：淞沪路290号创智天地10号楼B1-05及复旦邯郸校区附近

## 相关报道及介绍
清华大学继续教育学院“墨西哥大学调查报告"

https://web.archive.org/web/20131219020130/http://www.sce.tsinghua.edu.cn/research/detail.jsp?id1=1366

腾讯教育对蒙特雷科技大学驻中国代表进行了采访

http://edu.qq.com/a/20091018/000044.htm （页面存档备份，存于）

墨西哥蒙特雷科技大学Guadalajara 校区校长访问复旦 

http://www.fao.fudan.edu.cn/s/42/t/88/a1/11/info41233.htm （页面存档备份，存于）